# Znak specjalny kontrolera ruchu lotniczego
Znak specjalny kontrolera ruchu lotniczego – forma uhonorowania żołnierzy posiadających uprawnienia wojskowego kontrolera ruchu lotniczego za wykonywane obowiązki służbowe.
Znak decyzją z dnia 18 listopada 2024 ustanowił Minister Obrony Narodowej.

## Zasady nadawania
Prawo do otrzymania znaku przysługuje żołnierzom, którzy wykonywali uprawnienia wojskowego kontrolera ruchu lotniczego przez okres co najmniej:
- 15 lat – znak wzoru złotego,
- 10 lat – znak wzoru srebrnego,
- 5 lat – znak wzoru brązowego.

Znak nadaje Szef Szefostwa Służby Ruchu Lotniczego RP (SSRL SZ RP) na podstawie opinii Komisji znaku.
Prawo do posiadania znaku mogą utracić żołnierze skazani prawomocnym wyrokiem sądu za przestępstwa popełnione z winy umyślnej lub z niskich pobudek. 
Decyzję o pozbawieniu prawa do znaku podejmuje Szef SSRL SZ RP z własnej inicjatywy albo na wniosek Komisji znaku.

## Wygląd
Znak o wymiarach 60 × 25 mm, ma kształt tarczy z obramowaniem koloru odpowiedniego wzoru (złotego, srebrnego lub brązowego), wspartej na stylizowanych skrzydłach orła w locie (o barwie odpowiedniego wzoru: złotego, srebrnego lub brązowego), w rzucie przodem. Kształt tarczy nawiązuje do herbu Mokotowa, na którego terenie powstało w XX wieku pierwsze w Warszawie lotnisko wojskowe. Na niebieskie tło tarczy nałożono stylizowany wizerunek wieży kontroli lotów barwy jasnoszarej z czarnymi szybami okien i elementami konturowymi, symbolizujący miejsce pracy służb ruchu lotniczego. Użyte barwy niebieska i szara podkreślają przynależność do Sił Powietrznych.
Znak specjalny kontrolera ruchu lotniczego jako odznakę specjalności lotniczo-technicznej nosi się bezpośrednio na mundurze:
- na kurtce munduru oraz bluzie olimpijce – na wysokości 55 mm powyżej górnej lewej kieszeni[1];
- na kurtce munduru MW – na lewej stronie, 30-40 mm symetrycznie nad baretkami[2].